# Турчјанки
Турчјанки (слч. Turčianky) насељено је мјесто са административним статусом сеоске општине (слч. obec) у округу Партизанске, у Тренчинском крају, Словачка Република.

## Становништво
| Година:    | 1994. | 2004.    | 2014.   | 2024.    |
| ---------- | ----- | -------- | ------- | -------- |
| Број људи: | 138   | 156      | 150     | 134      |
| Разлика:   |       | +13,04 % | -3,84 % | -10,66 % |

| Година:    | 2023. | 2024.   |
| ---------- | ----- | ------- |
| Број људи: | 135   | 134     |
| Разлика:   |       | -0,74 % |

Према подацима о броју становника из 2011. године насеље је имало 154 становника.